# موتو سي
موتو سي هو هاتف ذكي تم تطويره وتصنيعه من قِبل لينوفو وبيعه تحت علامة موتورولا التجارية. إنه جهاز مصنوع بشكل أساسي للأسواق الناشئة. تم إصداره في 1 مايو 2017 وهو هاتف بسيط.
ينصب تركيز هذه الأجهزة على تقديم مواصفات معقولة بسعر منخفض. هذه محاولة لمواجهة تقدم الشركات المصنعة الصينية التي تقدم هواتف ذكية منخفضة التكلفة.

## مواصفات
- البطارية: 2,350 مللي أمبير / ساعة (قابلة للإزالة)
- المعالج: MediaTek رباعي النواة 64 بت 1.1   غيغاهرتز
- أندرويد 7.0 نوغة
- الشاشة: 5 في العرض بدقة 854 × 480
- الذاكرة: 1 غيغابايت من ذاكرة الوصول العشوائي، 8 غيغابايت من سعة التخزين الداخلية وما يصل إلى 32 جيجابايت من سعة التخزين الخارجية القابلة للتوسيع
- الألوان: الكرز، أبيض، ذهبي أو أسود backcovers
- الكاميرات: واجهة 2 ميجابيكسل، 5 ميجا بكسل خلفية [4]

## موتو سي بلس

### مواصفات
- البطارية: 4000 مللي أمبير (قابل للإزالة)
- المعالج: MediaTek رباعي النواة 64 بت
- أندرويد 7.0 نوغة
- الشاشة: شاشة 5 بوصة عالية الدقة بدقة 1280 × 720
- الذاكرة: 1 غيغابايت أو 2 غيغابايت من ذاكرة الوصول العشوائي، 16 غيغابايت من المساحة الداخلية وتصل إلى 32 جيجابايت قابلة للتوسيع
- الألوان: الكرز، أبيض، ذهبي أو أسود backcovers
- الكاميرات: 2 MP أمامية، و8 MP خلفية
- شريحتي اتصال [5]